# تاريخ الجغرافيا البشرية في الصين
نشأت فكرة الجغرافيا البشرية في فترة مبكرة في الصين منذ ما يقرب من ألفي عام. ولقد اشتملت الأعمال الكلاسيكية في الفسلفة والتاريخ الكثير عن مفهوم العلاقة بين الأنشطة الإنسانية و«تيان» (السماء) أو «دي» (الأرض)، مع إقرار أن كلا الجانبين كانا يتقلبان من حين لآخر بين حالة من التناغم أو التنافر، وأن لكلا الجانبين قانون التطور الخاص به والذي يتميز حتمًا بعدم اتساق القانون.

## كتابات أخرى
- Wu Chuan-jun. “The progress of human geography in China: Its achievements and experiences” GeoJournal Volume 21, Numbers 1-2 / March, 1990
- Yue-man Yeung and Yixing Zhou. Human geography in China: evolution, rejuvenation and prospect. Progress in Human Geography 15,4 (1991) pp. 373–394
- Tao-Chang Chiang . “Historical geography in China” Progress in Human Geography, Vol. 29, No. 2, 148-164 (2005)

## وصلات خارجية
- China, the Land and the People: A Human Geography by L. H. Dudley Buxton. 333 pgs.